# Wasyl Łaba
Wasyl Łaba ukr. Василь Лаба (ur. 1 września 1887 w Berteszowie, zm. 10 listopada 1976 w Edmonton) – ukraiński ksiądz greckokatolicki, doktor teologii, biblista, patrolog, kanonista, naczelny kapelan Ukraińskiej Armii Halickiej (1919-1920) i 14 Dywizji Grenadierów SS (1943-1945).
Studiował teologię we Lwowie, Innsbrucku i Wiedniu, uzyskując w 1914 doktorat. W czasie I wojny światowej kapelan wojskowy w armii austro-węgierskiej, posługę duszpasterską sprawował przy 36 pułku piechoty Landwehry z Kołomyi walczącym na froncie włoskim. Po powrocie z niewoli włoskiej kapelan Ukraińskiej Armii Halickiej, po odwrocie UHA za Zbrucz mianowany naczelnym kapelanem UHA.
Mitrat, kanonik kapituły archikatedralnej. Katecheta średnich szkół Lwowa i profesor Ukraińskiej Akademii Teologicznej we Lwowie, członek rzeczywisty Towarzystwa Naukowego im. Szewczenki.
W czasie II wojny światowej, w latach 1943–1945 naczelny kapelan złożonej z Ukraińców 14 Dywizji Grenadierów SS (Dywizja Hałyczyna) i wikariusz generalny ukraińskich formacji wojskowych. 22 kwietnia 1943 koncelebrował w archikatedrze św. Jura we Lwowie mszę w związku z powstaniem dywizji i wygłosił podczas niej kazanie. W nabożeństwie uczestniczył Otto von Wächter, gubernator Dystryktu Galicja Generalnego Gubernatorstwa.
Od 1944 na emigracji. Założyciel i w latach 1945–1950 rektor Ukraińskiego Seminarium Duchownego w Hirschbergu, a potem w Culemborgu. Od 1950 wikariusz generalny greckokatolickiego biskupstwa w Edmonton.
Autor Biblijnej hermeneutyki (1929), Patrologii (3 tomy; 1931, 1932, 1934) oraz wielu artykułów w wydawnictwach teologicznych i prasie.